# Mazie Hirono
Mazie Keiko Hirono, född 3 november 1947 i Koori, Japan, är en amerikansk demokratisk politiker. Hon representerar delstaten Hawaii i USA:s senat sedan 2013.

## Bakgrund och privatliv
Hirono är född i Japan. Hennes mor var en japansk-amerikansk och far japaner men de skilde sig tidigt i Hironos liv och hon flyttade till Hawaii tillsammans med sin mamma och bror år 1955.. Orsaken till skilsmässa var att pappan var alkoholmissbrukare och hasardspelare. Hirono beviljade amerikanskt medborgarskap år 1959, samma år som Hawaii blev en delstat.
År 1970 blev Hirono utexaminerad från University of Hawaii med psykologi som huvudämne. Efter detta flyttade hon till Washington D.C. of studerade juridik på Georgetown University då hon utexaminerade år 1978. Efter sina studier flyttade Hirono tillbaka till Hawaii och började arbeta för delstatens offentliga förvaltning.
Hinoro är buddhistisk, vilket är ganska rar bland dem invalda kongressrepresentanter i USA.
Hirono är gift med Leighton Kim Oshima som har ett barn från tidigare förhållande.

## Politisk karriär
Hirono är en av två buddhister som blev invalda i representanthuset i kongressvalet år 2006. Hon och Hank Johnson från Georgia blev i januari 2007 de två första buddhistiska ledamöterna av USA:s kongress någonsin..
Hon var viceguvernör i delstaten Hawaii 1994–2002. Hon fick 47 procent av rösterna i guvernörsvalet 2002. Hon förlorade mot republikanen Linda Lingle som fick 52 procent av rösterna. Efter detta började hon syfta till representanthuset. Hon var ledamot av USA:s representanthus 2007–2013. Hon efterträdde sin partikamrat Ed Case, som inte ställde upp till omval.
Hinori valdes till USA:s senat år 2013. År 2016 var hon den enda senator med invandringsbakgrund. Hon var också den första buddhistisk senator.